# Institut supérieur des technologies de l'information et de la communication
L'Institut supérieur des technologies de l'information et de la communication est un établissement universitaire public tunisien rattaché à l'université de Carthage. Il est situé dans la technopole de Borj Cédria, dans la banlieue sud de Tunis.

## Formation
Il est destiné à former des cadres dans le domaine des technologies de l'information et de la communication. Sa capacité d'accueil prévue est de 1 460 étudiants, répartis sur des formations de licence, de master et de doctorat.

## Licences
Les licences assurées sont les suivantes :
- la licence en informatique (génie logiciel et système d'information) ;
- la licence en génie informatique, avec deux parcours :
  - Systèmes embarqués et Internet des objets ;
  - Ingénierie des réseaux et systèmes ;
- la licence en automatique et informatique industrielle ;
- la licence en informatique, réseaux et télécommunications.